# Interkontinentální pohár FIFA 2025
Interkontinentální pohár FIFA 2025 bude 2. ročník turnaje. Turnaje se zúčastní 6 vítězů předešlého ročníku kontinentálního mistrovství. Poslední tři zápasy turnaje se budou hrát od 10. do 17. prosince 2025 na neutrální půdě.
Turnaj se hraje stejným formátem, jakým se do roku 2023 hrálo mistrovství světa ve fotbale klubů.
Obhájcem titulu je Real Madrid, který se ale turnaje nezúčastní, protože ve čtvrtfinále kontinentálního mistrovství (Liga mistrů UEFA) vypadl s Arsenalem.

## Týmy
| Tým                      | Konfederace             | Kvalifikace                          | Datum kvalifikace       | Předchozí účasti        |
| Kvalifikováni do finále  | Kvalifikováni do finále | Kvalifikováni do finále              | Kvalifikováni do finále | Kvalifikováni do finále |
| ------------------------ | ----------------------- | ------------------------------------ | ----------------------- | ----------------------- |
| Paris Saint-Germain      | UEFA                    | Vítězové Ligy mistrů UEFA 2024/25    | 31. května 2025         | debut                   |
| Kvalifikováni do 2. kola |                         |                                      |                         |                         |
| Al-Ahli                  | AFC                     | Vítězové Ligy mistrů AFC 2024/25     | 3. května 2025          | debut                   |
| Cruz Azul                | CONCACAF                | Vítězové Poháru mistrů CONCACAF 2025 | 1. června 2025          | debut                   |
| bude oznámeno            | CONMEBOL                | Vítěz Copa Libertadores 2025         | 29. listopadu 2025      |                         |
| Kvalifikováni do 1. kola |                         |                                      |                         |                         |
| Pyramids                 | CAF                     | Vítězové Ligy mistrů CAF 2024/25     | 1. června 2025          | debut                   |
| Auckland City            | OFC                     | Vítězové Ligy mistrů OFC 2025        | 12. dubna 2025          | 1 (předchozí: 2024)     |